# Dynasty (album)
Dynasty je sedmi studijski album američkog rock sastava Kiss. Jedan od najslavnijih hitova Kissa, "I Was Made for Lovin' You", objavljen je upravo na ovom albumu.

## Popis pjesama
1. "I Was Made for Lovin' You" - 4:30
2. "2,000 Man" - 4:54
3. "Sure Know Something" - 4:00
4. "Dirty Livin'" - 4:19
5. "Charisma" - 4:25
6. "Magic Touch" - 4:41
7. "Hard Times" - 3:30
8. "X-Ray Eyes" - 3:46
9. "Save Your Love" - 4:41